# Tobe Leysen
Tobe Leysen (Geel, 9 marzo 2002) è un calciatore belga, portiere dell'OH Lovanio.

## Biografia
Suo fratello minore Fedde è un calciatore professionista.

## Carriera

### Club
Leysen è cresciuto nel settore giovanile del Genk dove ha debuttato il 27 ottobre 2021 nell'incontro di Coupe de Belgique vinto 6-0 contro il Sint-Eloois-Winkel. La stagione successiva è stato assegnato al Jong Genk in Challenger Pro League dove ha trascorso una stagione da titolare.
Il 19 agosto 2023 è stato ceduto a titolo definitivo all'OH Lovanio.

### Nazionale
Ha giocato nelle nazionali giovanili belghe Under-16, Under-17 ed Under-18.

## Statistiche
aggiornato al 17 maggio 2024
| Stagione        | Squadra         | Campionato      | Campionato | Campionato | Coppe nazionali | Coppe nazionali | Coppe nazionali | Coppe continentali | Coppe continentali | Coppe continentali | Altre coppe | Altre coppe | Altre coppe | Totale | Totale | Totale |
| Stagione        | Squadra         | Comp            | Pres       | Reti       | Comp            | Pres            | Reti            | Comp               | Pres               | Reti               | Comp        | Pres        | Reti        | Pres   | Reti   |        |
| --------------- | --------------- | --------------- | ---------- | ---------- | --------------- | --------------- | --------------- | ------------------ | ------------------ | ------------------ | ----------- | ----------- | ----------- | ------ | ------ | ------ |
| 2021-2022       | Genk            | D1              | 2          | -2         | CB              | 2               | -1              | UCL+UEL            | 0                  | 0                  | SB          | 0           | 0           | 4      | -3     |        |
| 2022-2023       | Jong Genk       | D2              | 21         | -43        |                 | -               | -               |                    | -                  | -                  |             | -           | -           | 21     | -43    |        |
| 2023-2024       | OH Lovanio      | D1              | 23         | -27        | CB              | 3               | -4              |                    | -                  | -                  |             | -           | -           | 26     | -31    |        |
| Totale carriera | Totale carriera | Totale carriera | 46         | -72        |                 | 5               | -5              |                    | 0                  | 0                  |             | 0           | 0           | 51     | -77    |        |